# Yui Susaki
Yui Sasaki, née le 30 juin 1999, est une lutteuse libre japonaise. 

## Carrière
En 2017, elle remporte la médaille d'or lors des Championnats du monde dans la catégorie des moins de 48 kg,,.
Le 5 juillet 2021, elle est nommée porte-drapeau de la délégation japonaise aux Jeux olympiques d'été de 2020 par le Comité olympique japonais, conjointement avec le joueur de basket-ball Rui Hachimura.

## Palmarès

### Jeux olympiques
- Médaille d'or dans la catégorie des moins de 50 kg en Jeux olympiques 2020 à Tokyo

### Championnats du monde
- Médaille d'or dans la catégorie des moins de 50 kg aux Championnats du monde 2018 à Budapest
- Médaille d'or dans la catégorie des moins de 48 kg aux Championnats du monde 2017 à Paris

### Championnats d'Asie
- Médaille d'or dans la catégorie des moins de 48 kg aux Championnats d'Asie 2017 à New Delhi